# كريستيان ماير (أستاذ جامعي)
كريستيان ماير (بالألمانية: Christian Meier)‏ هو مؤرخ العصور القديمة الكلاسيكية ‏ ألماني، ولد في 16 فبراير 1929 في سووبسك في بولندا.

## وصلات خارجية
- كريستيان ماير على موقع مونزينجر (الألمانية)